# توشيو إير
توشيو إير ((باليابانية: 入江稔夫 )) (5 نوفمبر 1911 – 8 مايو 1974) كان سباح، من اليابان، مثّل بلاده في الألعاب الأولمبية الصيفية 1932، وسباحة في الألعاب الأولمبية الصيفية 1932 – رجال 100 متر ظهر ‏.

## وصلات خارجية
- توشيو إير على موقع الاتحاد الدولي للسباحة (الإنجليزية)
- توشيو إير على موقع أوليمبيديا (الإنجليزية)